# Salomona transita
Salomona transita är en insektsart som beskrevs av Willemse, C. 1959. Salomona transita ingår i släktet Salomona och familjen vårtbitare. Inga underarter finns listade i Catalogue of Life.